# Chiesa di Santa Colomba
La chiesa di Santa Colomba è un edificio religioso di Canegrate. Non è certa la data di costruzione. Il primo documento che cita la chiesa è in un elenco medioevale di chiese nel milanese (il Liber Notitiae Sanctorum Mediolanensis, steso da Goffredo da Bussero) dove è scritto "...de Sancta Columba est ecclesia in loco Canegrate...".

## Storia

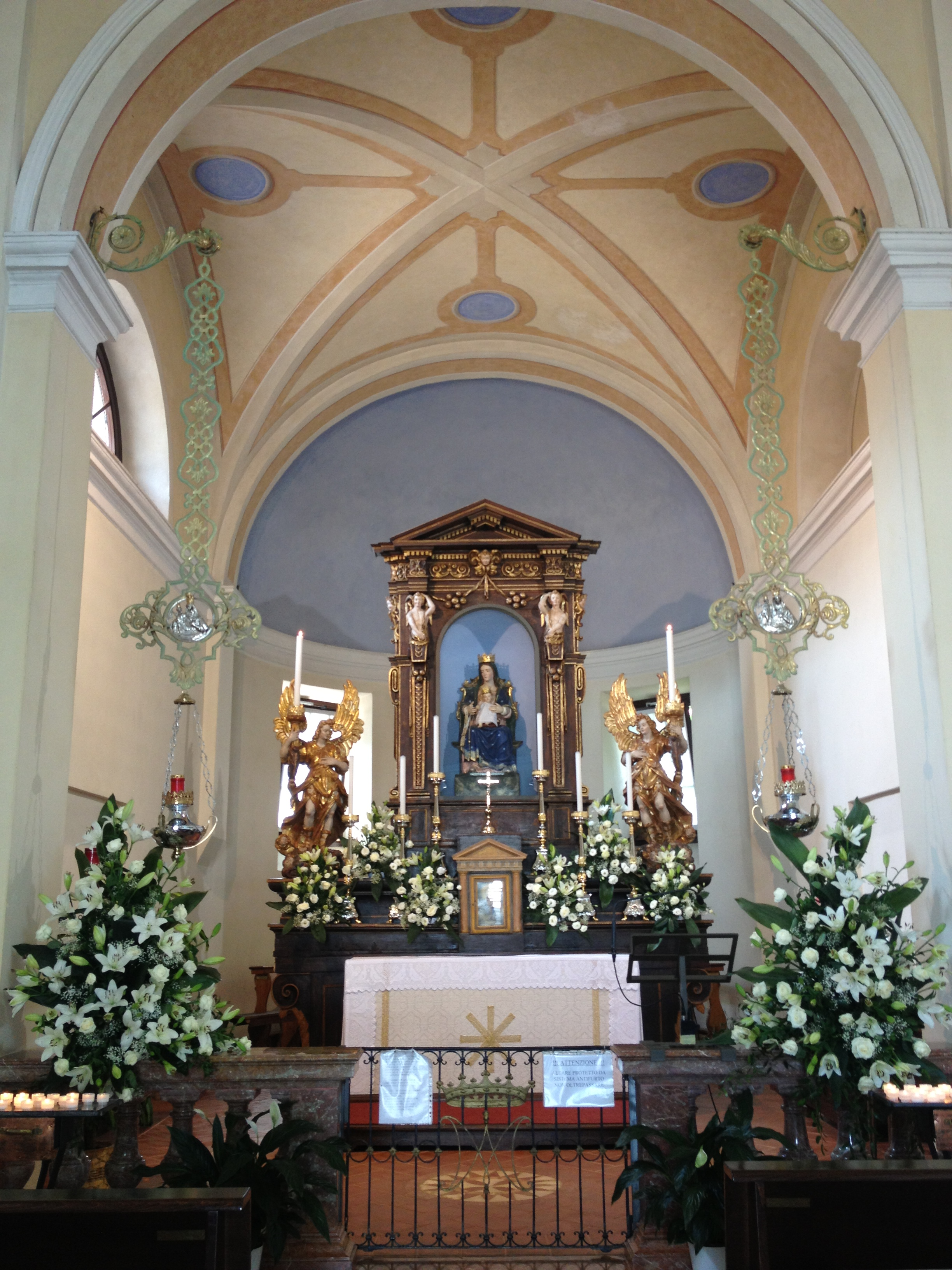
Il presbiterio della chiesa di Santa Colomba a Canegrate addobbato con fiori bianchi in occasione dell'annuale festa rionale di Santa Colomba, che si tiene nel mese di Luglio

Durante il Medioevo la chiesa faceva parte di un convento di una piccola comunità dell'Ordine degli umiliati e formato da una "masseria", che si trovava probabilmente nella parte sud-ovest dell'edificio.
Le prime dettagliate notizie sull'edificio sono descritte negli atti della visita pastorale del cardinale Carlo Borromeo del 17 ottobre 1566. Nella relazione è delineato l'edificio, si accenna ad un cimitero senza cinta, attiguo alla chiesa.
Nelle relazioni di altre visite pastorali (nel 1570 e nel 1583) sono indicate le misure dell'unica navata in "...cubiti 15x30...".

## La chiesa
L'edificio religioso di oggi è frutto di lavori fatti principalmente tra il XVII ed il XVIII secolo, che hanno portato ad un probabile allungamento della navata principale, l'edificazione della sagrestia e la sistemazione definitiva del campanile e della facciata. La chiesa è ad un'unica navata rettangolare e abside semicircolare.
Il presbiterio è diviso dalla navata da ringhiera in marmo e da cancello in ferro. L'unico altare della chiesa è in muratura con parzialmente rivestito in legno. Quest'ultimo è sovrastato da un tempietto dove è collocata una statua della Madonna del Carmine. Il campanile è del XVIII secolo. La facciata della chiesa, in stile neoclassico, è strutturata con doppie lesene laterali in cui si apre il portone di ingresso dove è raffigurata, con un affresco, la Santa Colomba.
Nel 1973 fu costruito il tiburio con le campane originariamente posto sul campanile della vecchia parrocchiale di piazza Matteotti.

## La festa rionale
Dopo la prima guerra mondiale fu istituita la festa rionale di Santa Colomba, che tuttora viene celebrata ogni anno la prima domenica di luglio: ore 11.30 messa, seguita da rinfresco e vendita di torte e cesti di frutta e verdura fatte in casa; ore 17.00 benedizione dei bambini e bacio della reliquia; ore 20.30 rosario e bacio della reliquia; per tutta la giornata (salvo complicazioni meteorologiche) nella piazza antistante la chiesa è presente il banco di beneficenza e bancarelle per la vendita di biancheria artigianale per la casa e molte altre idee creative artigianali.
Tutto il ricavato della giornata viene destinato ai lavori di mantenimento e ristrutturazione della chiesa canegratese.